# Antonin Ponchon
Pour les articles homonymes, voir Ponchon.
Antonin Ponchon (né le 12 novembre 1891 à Terrenoire et mort le 28 août 1965 à Lyon ,) est un peintre français. 

## Biographie
Antonin Ponchon est étudiant à l'école des Beaux-Arts de Lyon de 1906 à 1910 et au Conservatoire d'Art Dramatique de Lyon. Il fait partie du mouvement Les Ziniars. Il est influencé par Cézanne. Il peint des natures mortes et des paysages de Lyon.
Il participe à la Première Guerre mondiale avec le grade de sergent, il est blessé le 30 novembre 1916 et reçoit la médaille militaire .
Il dirige la revue Broderie Nouvelle. Il donne des cours au Petit-Collège et fait partie du jury du groupe Paris-Lyon.
Il fonde avec Marius Mermillon la galerie des Archers qui accueille des grands noms de la peinture française : Pierre Bonnard, André Derain, Albert Marquet, Paul Signac, Maurice Utrillo, Suzanne Valadon, Maurice de Vlaminck etc. La galerie ferme en 1933.
Antonin Ponchon part alors à Paris et devient éditeur de journaux de mode. Il continue à peindre, notamment des paysages de l'Île-de-France .

## Salons et expositions
Jusqu'en 1923, il expose au Salon d'automne de Lyon et au Salon du Sud-Est dont il est le cofondateur et vice Président. 
Il expose dans diverses galeries lyonnaises : galerie Saint-Pierre, galerie Maire-Pourceaux, galerie Bellecour, galeries des Archers, Galerie Pouillé-Lecoultre. 

## Œuvres
Certaines de ses œuvres sont conservées au musée Paul-Dini de Villefranche-sur-Saône ainsi qu'au musée des beaux-arts de Lyon. 